# Kate Pace
Pour les articles homonymes, voir Pace.
Kate Pace, né le 13 février 1969 à North Bay, est une ancienne skieuse alpine canadienne.

## Championnats du monde
- Championnats du monde de 1993 à Morioka (Japon) :
  -  Médaille d'or en descente

## Coupe du monde
- Meilleur résultat au classement général : 14e en 1994
  - 2 victoires : 2 descentes

### Saison par saison
- Coupe du monde 1991 :
  - Classement général : 47e
- Coupe du monde 1992 :
  - Classement général : 111e
- Coupe du monde 1993 :
  - Classement général : 23e
    - 1 victoire en descente : Hafjell
- Coupe du monde 1994 :
  - Classement général : 14e
    - 1 victoire en descente : Tignes
- Coupe du monde 1995 :
  - Classement général : 46e
- Coupe du monde 1996 :
  - Classement général : 47e
- Coupe du monde 1997 :
  - Classement général : 73e
- Coupe du monde 1998 :
  - Classement général : 87e

## Arlberg-Kandahar
- Meilleur résultat : 4e place dans la descente 1993-94 à Sankt Anton